# Всадник на золотом коне
«Всадник на золотом коне» — музыкальный фильм-сказка режиссёра Василия Журавлёва, снятый по мотивам старинных башкирских преданий. Снимался также в стереоварианте.

## Сюжет
Красавица Ай и богатырь Алтындуга, дети вождей двух башкирских кланов (родов) Южного Урала, полюбили друг друга. Однако на пути их любви встают правитель царства зла Катил-Батша и колдунья Мясекай, которые обманом ссорят кланы Ай и Алтындуги, таким образом облегчив для себя их завоевание.

## В ролях
- Фидан Гафаров — богатырь Алтындуга
- Ирина Малышева — Ай
- Ильшат Юмагулов — Кусэр-Мурза
- Хусаин Кудашев — Кусмэс-Бий
- Нина Агапова — Мясекай
- Пётр Глебов — Катил-Батша
- Хамид Шамсутдинов — Янгызак
- Анатолий Курицын — Ташпаш
- Олег Ханов — Ханьяр
- Тансулпан Бабичева — Гульбика
- Павел Винник — главный визирь
- Хамид Яруллин — старец

## Съёмочная группа
- Режиссёр: Василий Журавлёв
- Сценарист: Виктор Виткович
- Оператор: Николай Большаков
- Художники: Саид Меняльщиков, Раис Нагаев, Р.Кашапов
- Композиторы: Рим Хасанов, Юрий Якушев

## Награды
- 1981 год — За постановку фильма режиссёр Василий Журавлёв получил премию Башкирской АССР имени Салавата Юлаева.

## Факты
- Отдельные сцены фильма снимались на территории совхоза „Байрамгуловский“ (Республика Башкортостан) и Межозерного рудника (Челябинская область). К созданию картины были приглашены артисты Башкирского академического театра. В массовых сценах приняло участие около 250 человек с Учалинского района.